# Volturara Irpina
Volturara Irpina – miejscowość i gmina we Włoszech, w regionie Kampania, w prowincji Avellino.
Według danych na 1 stycznia 2022 roku gminę zamieszkiwały 3003 osoby (1448 mężczyzn i 1555 kobiet).